# ISO 3166-2:LI
ISO 3166-2:LI is een ISO-standaard met betrekking tot de zogenaamde geocodes. Het is een subset van de ISO 3166-2 tabel, die specifiek betrekking heeft op Liechtenstein.
De gegevens werden tot op 27 november 2015 geüpdatet op het ISO Online Browsing Platform (OBP). Hier worden 11 gemeenten  -  commune (en) / commune (fr) / Gemeinde (de) - gedefinieerd.
Volgens de eerste set, ISO 3166-1, staat LI voor Liechtenstein, het tweede gedeelte is een tweecijferig nummer (met voorloopnullen).

## Codes
| Code  | Naam         |
| ----- | ------------ |
| LI-01 | Balzers      |
| LI-02 | Eschen       |
| LI-03 | Gamprin      |
| LI-04 | Mauren       |
| LI-05 | Planken      |
| LI-06 | Ruggell      |
| LI-07 | Schaan       |
| LI-08 | Schellenberg |
| LI-09 | Triesen      |
| LI-10 | Triesenberg  |
| LI-11 | Vaduz        |